# Bucatini Disco Dance
Bucatini Disco Dance è un singolo cantato da Paolo Bonolis e Luca Laurenti pubblicato dall'etichetta discografica Ice Records. L'omonima canzone fu lanciata per la prima volta il 9 dicembre del 2000, durante l'undicesima puntata della terza edizione di Ciao Darwin. Nel periodo in cui Bonolis e Laurenti ne erano conduttori, veniva inoltre utilizzata, ma in versione abbreviata e talvolta con delle varianti Nord (Cassoeula Disco Dance) e Sud (Pastiera Disco Dance) come sigla del TG satirico Striscia la notizia; il singolo riscosse un buon successo, rimanendo per circa due mesi nella Top 20 dei singoli più venduti. Nell'autunno 2001 l'album contenente l'omonimo brano conquistò il disco d'oro: il riconoscimento è stato consegnato al duo dai Pooh durante la penultima puntata dello spettacolo Italiani, andata in onda il 24 novembre dello stesso anno. 
La canzone, come indicata nei credits del CD, è arrangiata da Danilo Aielli.

## Testo e musica
Il testo della canzone è in romanesco ed include stralci di canzoni della tradizione popolare: Barcarolo romano di Romolo Balzani; Tanto pe' cantà di Ettore Petrolini; Roma nun fa la stupida stasera di Armando Trovajoli, tratta dal Rugantino (entrambe cantate anche da Nino Manfredi), 'Na gita a li Castelli di Franco Silvestri e La società dei magnaccioni di Lando Fiorini, cantati in forma parodistica a mo' di mash-up su alcune celebri canzoni disco music degli anni settanta:
- Daddy Cool, dei Boney M. (1976)
- You Make Me Feel (Mighty Real), di Sylvester James (1978)
- You Should Be Dancing, dei Bee Gees (1976)

ed, in alcune versioni estese, anche di:
- That's the Way (I Like It), di KC & The Sunshine Band (1975)
- Love Is in the Air, di John Paul Young (1978)
- Stayin' Alive, dei Bee Gees (1977)

## Edizione CD
È uscito anche un CD dal nome Bucatini Disco Dance (con 18 canzoni dance) nel quale trovano spazio varie versioni del brano, da quella "milanese" (chiamata Cassoeula Disco Dance) a quella "napoletana" (chiamata Pastiera Disco Dance), il tutto condito da una copertina raffigurante Paolo Bonolis e Luca Laurenti (con tanto di parrucche) che ballano truccati stile anni settanta (costumi con i quali i due hanno per la prima volta presentato il singolo al pubblico durante la sopracitata puntata di Ciao Darwin), assieme alle allora prime ballerine di tale show (Antonella Mosetti e Valentina Olla).
Tuttavia prima di questo CD, la canzone è uscita anche nella raccolta dance del 2001 Hot Party in un'edizione di quell'anno.

## Oltre ai Bucatini
Sempre a Striscia la notizia i due hanno lanciato anche la Cassoeula Disco Dance e la Babbà Disco Dance. La prima riguarda il nord Italia, citando canzoni popolari come O mia bela Madunina, Ma se ghe penso, La bella Gigugìn e Romagna mia; la seconda riguarda il sud Italia, cantando Iamme iamme.